# Cosmopterosis
Cosmopterosis is een geslacht van vlinders van de familie van de grasmotten (Crambidae), uit de onderfamilie van de Glaphyriinae. De wetenschappelijke naam voor dit geslacht is voor het eerst gepubliceerd in 1956 door Hans Georg Amsel. Amsel beschreef dit geslacht op basis van de kenmerken van Cataclysta thetysalis Walker, 1859 uit Brazilië en meende dat deze soort deel uitmaakt van dit geslacht. Daarom wordt Cataclysta thetysalis als typesoort van dit geslacht beschouwd.
De rupsen van de soorten van dit geslacht leven op Capparis sp. (Capparaceae).

## Soorten
- Cosmopterosis hispida Solis, 2009
- Cosmopterosis jasonhalli Solis, 2009
- Cosmopterosis spatha Solis, 2009
- Cosmopterosis thetysalis (Walker, 1859)